# Albert al VII-lea, Arhiduce de Austria
Arhiducele Albert de Austria (13 noiembrie 1559 – 13 iulie 1621) a fost, împreună cu soția sa  Infanta Isabela a Spaniei (fiica regelui Filip al II-lea al Spaniei), co-suveran al Țărilor de Jos Spaniole între 1598 și 1621. Înainte a fost guvernator al acestor teritorii din 1596.